# عفو ملكي
الامتياز الملكي للرحمة،
(بالإنجليزية: Royal prerogative of mercy)‏، في الإنجليزية والبريطانية، فإن «الامتياز الملكي للرحمة» هو أحد الامتيازات الملكية من العاهل البريطاني، والتي من خلالها يمكن له منح العفو الملكي للأشخاص المدانين. إنَّ الامتياز الملكي للرحمة، هو من صلاحيات الملك لتقديم العفو، أو نفي المدان خارج البلاد. كبديل لعقوبة الإعدام؛ فقد تم استخدام ذلك منذ عام 1617 على الأقل.
يستخدم هذا الامتياز الآن لتغيير أي عقوبة أو إساءة. العفو الملكي بمضمونه لا ينقض الإدانة عن المدان رسميا وإنما هي من امتيازات الملك للعفو عمَّن يشاء. رسميا، في عالم الكومنولث، تم تفويض ذلك إلى الحاكم العام، وهو ما يعني عمليا وزراء الحكومة الذين ينصحون الملك أو نائب الملك، وعادة ما يكونون مسؤولين عن العدالة. على وجه التحديد، تم تفويضه إلى اللورد المستشار في إنجلترا، وويلز، الوزراء الاسكتلنديين في اسكتلندا، والحكومة الفيدرالية في كندا.
في أستراليا، يتصرف  الحاكم العام، بناءً على مشورة المدعي العام، أو وزير العدل، ولا يجوز له سوى ممارسة صلاحيات الرحمة، فيما يتعلق بالجاني الفيدرالي المدان بجريمة الكومنولث. قد يكون العفو عفوًا كاملاً (يقال إنه عفو حر، ومطلق، وغير مشروط) أو عفو مشروط، أو عفو جزئي للعقوبة، أو طلب تحقيق.
كما أن كل ولاية، وإقليم (باستثناء إقليم العاصمة الأسترالية، الذي لا ينص إلا على إجراء تحقيق)، قد سنت تشريعات تنص، على إعادة النظر في الإدانات أو الأحكام.
في نيوزيلندا، يمارس صلاحيات الرحمة الحاكم العام كممثل للملكة. يتصرف الحاكم العام بناءً على مشورة وزير العدل، وله سلطة منح العفو، وتخفيف العقوبة، أو إعادة القضية إلى المحاكم لإعادة النظر فيها.
في قضية ديريك بنتلي، وجدت المحكمة أن هذه السلطة الملكية هي «على الأرجح» مسألة سياسة بالكامل، وليس مراجعة قضائية. والعفو الملكي، يختلف عن العفو القانوني، حيث أن العفو القانوني، يصدر من خلال قانون برلماني أو أمر من المجلس.